# Ricardo Fonseca Almeida
Manuel Ricardo Dias dos Santos Fonseca de Almeida (Tondela, Tondela, 27 de Março de 1974) foi deputado da Assembleia da República em Portugal.

## Biografia
É licenciado em Engenharia de Minas e Geo-Ambiente, pela Faculdade de Engenharia da Universidade do Porto e  licenciado em Engenharia do Ambiente pela Universidade Independente. Foi em 2012 e 2013 Presidente do PSD da Cidade do Porto e Vereador entre 2013 e 2017. Casado e pai de uma filha.
Foi em Viseu que viveu grande parte da sua infância e adolescência, e onde frequentou o Jardim Escola João de Deus, depois o 2.º, 3.º e 4.º ano na Escola Primária de Viseu (antigo Magistério). Posteriormente estudou na Escola Preparatória de Tondela (5.º e 6.º ano), para mais tarde regressar a Viseu onde estudou na Escola Secundária Viriato (7.º ano), na Escola Secundária Alves Martins (8.º ano) e na Escola Secundária Emídio Navarro (9.º, 10.º, 11.º e 12.º ano).
Aos 18 anos entra na Faculdade de Engenharia da Universidade do Porto, na Licenciatura de Engenharia de Minas. Foi o primeiro Presidente da Associação de Estudantes (AEFEUP) oriundo do Curso com menos estudantes da faculdade (Engenharia de Minas). O mandato ficou marcado pela resolução dos graves problemas Financeiros da AEFEUP e pela afirmação da Associação de Estudantes na Federação Académica do Porto (FAP). Mais tarde é eleito Presidente da FAP em dois mandatos. 
Foi eleito deputado à Assembleia da República portuguesa pelo PSD entre 1999 e 2006.
Posteriormente foi convidado para presidente da empresa municipal Porto Lazer onde esteve entre 2006 e 2011. Mais tarde, Ricardo Almeida foi convidado para presidir a empresa municipal Gaianima entre 2011 e 2013. 
Ficou conhecido nas lides estudantis por liderar a contestação às Políticas dos Governamentais. Em 1999 é convidado a participar na lista de Deputados pelo PSD do Porto. É Parlamentar até 2006. Ocupou diversos cargos estudantis, políticos e empresariais (no sector público e privado).

## Formação académica
- Licenciado em Engenharia de Minas e Geo-Ambiente pela Faculdade de Engenharia da Universidade do Porto
- Licenciado em Engenharia do Ambiente pela Universidade Independente.
- Executive Master em Gestão de Recursos Humanos pela Universidade Católica do Porto.
- Executive Master em Gestão e Avaliação no Imobiliário pela Universidade Católica do Porto.
- Master em Comunicação na Universidade de Vigo.
- Frequentou o Doutoramento em Espanha (Universidade de Santiago de Compostela).

## Funções que desempenha actualmente
- General Manager na Blue Aegean Consultores.
- Consultor de Empresas na área da Gestão, Ambiente, Comunicação e Investimentos.

## Funções desempenhadas
- 1996-1998: Director da Publicação "Engenharia Revista".
- 1999-2006: Deputado, MP da Assembleia da República – VII, IX e X legislatura.
- 2000-2002: Secretário Geral da JSD - Juventude Social Democrata.
- 2002: Membro da Comissão Política Nacional do PSD.
- 1999-2012: Membro do Conselho Nacional do PSD.
- 2005-2006: Professor nas disciplinas de: Políticas Ambientais, Planeamento Regional e Urbano, Direito do Ambiente (Professor Convidado) na Universidade Independente.
- 2006-2011: Director da PortoLazer.
- 2008-2011: Sócio Gerente de uma Clinica Médica.
- 2008-2011: Sócio Gerente de uma Consultora na Área do Ambiente.
- 2011-2013: Presidente do Conselho de Administração da Empresa Municipal Gaianima.
- 2011-2013: Presidente do PSD da Cidade do Porto.
- 2009-2016: Consultor Microsoft.
- 2013-2017: Vereador da Câmara Municipal do Porto.

## Outros cargos exercidos
- Presidente da Federação Académica do Porto.
- Presidente da Associação de Estudantes da Faculdade de Engenharia da Universidade do Porto.
- Membro do CNE (Conselho Nacional de Educação).
- Coordenador do PSD na Comissão Parlamentar de Educação, Ciência e Cultura.
- Membro do Conselho Pedagógico da Faculdade de Engenharia da Universidade do Porto.
- Coordenador dos Deputados do PSD - Porto.
- Membro do Senado da Universidade do Porto.

1. ↑  «Biografia». Assembleia da República. Consultado em 1 de agosto de 2010